# Loris de Bengala
El loris de Bengala (Nycticebus bengalensis) és una espècie de primat estrepsirrí de la família dels lorísids. Viu al subcontinent indi i Indoxina.

## Taxonomia i filogènia

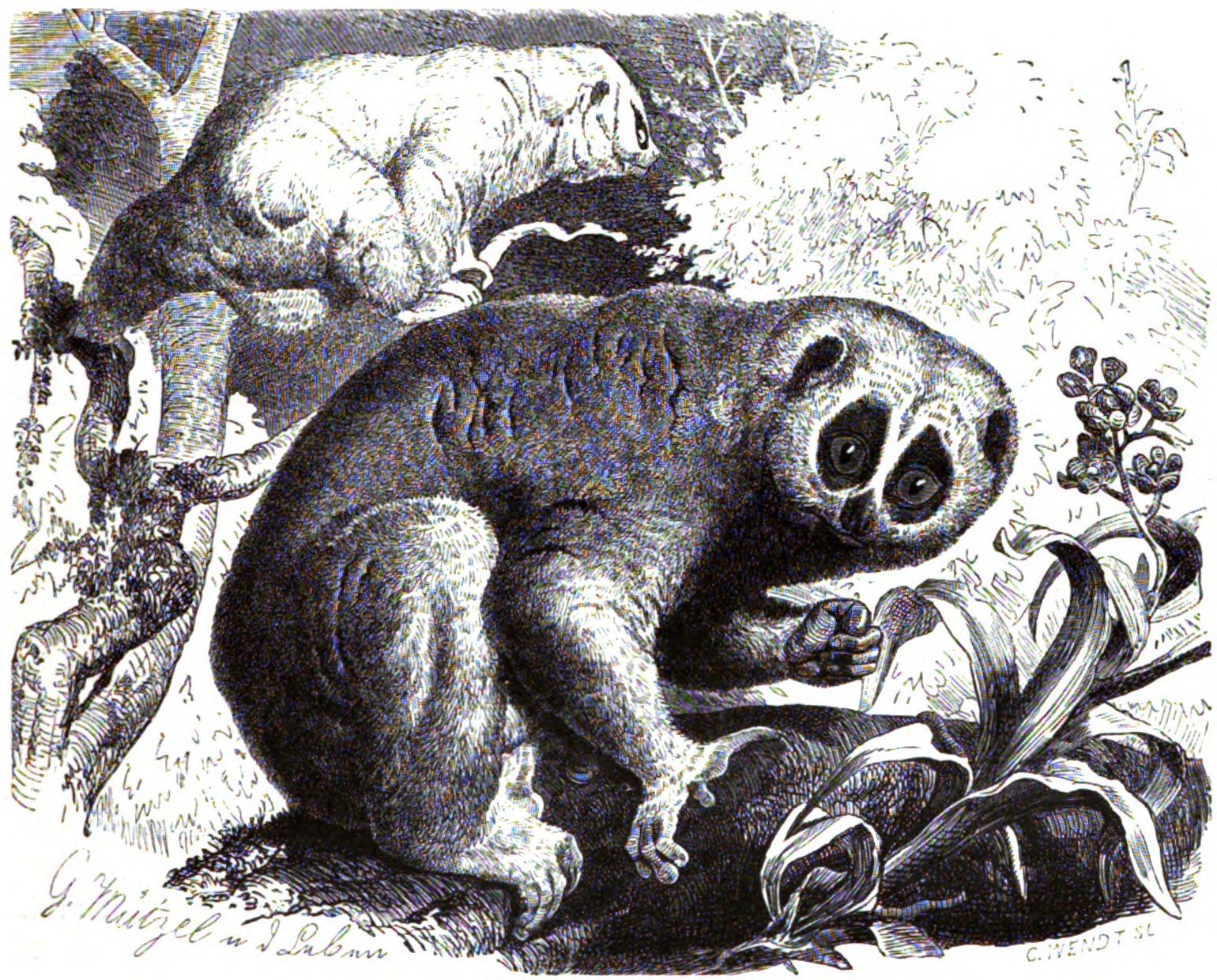
El loris de Bengala fou considerat molt de temps una subespècie, fins que el 2001 fou reconeguda com una espècie separada.

L'espècie Nycticebus bengalensis, comunament coneguda com a loris de Bengala, és un primat estrepsirrí del gènere dels loris lents Nycticebus. Anteriorment considerat una subespècie del loris lent (N. coucang), fou reconegut com una espècie diferent el 2001, pel taxonomista i primatòleg Colin Groves. És difícil distingir-lo de les altres espècies del gènere.
Per ajudar a aclarir els límits d'espècie i subespècie i per determinar si les classificacions basades en la morfologia eren consistents amb les relacions evolutives, s'han investigat les relacions filogenètiques dins del gènere Nycticebus, fent servir seqüències d'ADN derivades dels marcadors d'ADN mitocondrial D loop i citocrom b. Encara que la majoria dels llinatges reconeguts de Nycticebus (incloent-hi N. pygmaeus, N. menagensis i N.javanicus) demostraren ser genèticament diferents, les anàlisis suggerien que les seqüències d'ADN d'alguns individus de loris de Bengala i de loris lent, aparentment compartien una relació evolutiva més propera entre ells que amb els membres de la pròpia espècie. L'autor suggereix que aquest resultat podria explicar-se per la hibridació introgressiva, donat que els individus analitzats d'aquestes dues espècies, eren originaris de la mateixa regió del sud de Tailàndia, encara que l'origen exacte d'un dels individus de loris lent no es coneixia. Aquesta hipòtesi fou corroborada per un estudi de l'any 2007 que comparava les variacions de les seqüències d'ADN mitocondrial entre N. bengalensis i N. coucang i suggeria que hi havia hagut un flux genètic entre les dues espècies.

## Anatomia i fisiologia

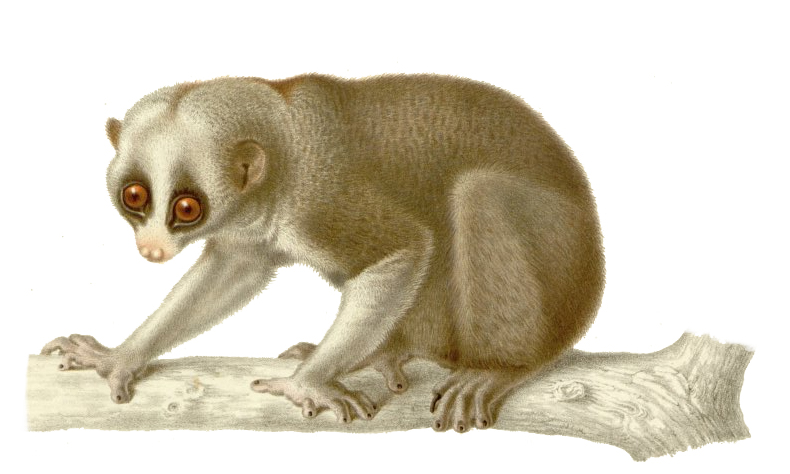
El loris de Bengala té els ulls grans, el cap arrodonit i les orelles petites, tal com es mostra en la il·lustració del.

El loris de Bengala és la més gran de totes les espècies de loris lent, amb un pes entre 1 i 2,1 quilograms, i una longitud entre 26 i 38 centímetres des del cap fins a la cua. Té una longitud del crani de més de 6,2 centímetres, i un pelatge dens i llanós, que és de color marró grisenc a l'esquena i blanc al ventre. També té una ratlla fosca visible que s'estén fins a la part superior del cap, però que no s'estén lateralment cap a les orelles. El seu avantbraç i la mà són gairebé blancs. Les cames varien en color des del marró fins a gairebé el negre i els peus són sempre clars. La muda pot donar lloc a variacions estacionals del color de la superfície dorsal. Com altres loris lents, la seva cua és vestigial i té el cap arrodonit i les orelles petites. Té un rhinarium (la superfície sense pèl i humida que en envolta els narius) i un rostre amble i pla amb ulls grans. Els reflex del tapetum lucidum dels seus ulls és de color taronja. A la mà, el segon dit és més petit que la resta, mentre que al peu el dit gros està disposat en oposició als altres, el qual millora la seva capacitat de subjecció. El segon dit del peu té una urpa corbada que l'animal utilitzar per gratar-se i netegar-se, mentre que els altres dits tenen ungles rectes.
A més de ser de mida més petita que el loris de Bengala, el loris lent també varia en coloració, ja que no té àrees clares al cap, al clatell i les espatlles i el seu color dominant és el marró groguenc o daurat. El loris pigmeu (N. pygmaeus) és molt més petit, amb una longitud del crani inferior a 5,5 centímetres. Tampoc presenta la ratlla fosca doral del loris de Bengala, té el pèl de color marró fosc i les orelles grans.
El loris de Bengala té una petita inflamació en la part ventral del colze anomenada glàndula braquial, que segrega una toxina clara que és picant i oliosa, que l'animal utilitza la defensivament fregant-la amb la seva pinta dental. La toxina ha estat analitzada fent servir la cromatografia de gasos - espectrometria de masses i s'ha demostrat que gairebé la meitat de les diverses dotzenes de productes químics volàtils o semi-volàtils que conté, no es troben a l'estretament relacionat loris pigmeu. El component més predominant fou el fenol m-cresol. Els autors de l'estudi suggereixen que els olis químicament complexos poden ajudar els loris a comunicar-se entre si, cosa que els permet transmetre la informació sobre el sexe, l'edat, l'estat de salud i nutricional i el domini, a través de l'aroma.

## Comportament i ecologia

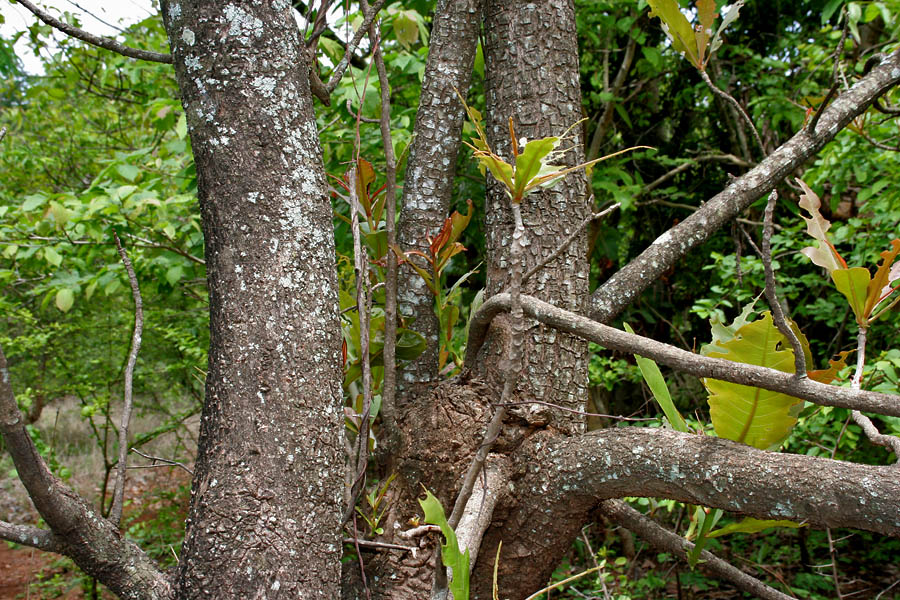
Un mirabolà bord. El loris de Bengala n'arrenca l'escorça per obtenir-ne la saba, un font d'aliment important, especialment a l'hivern.

Els loris de Bengala viuen a les parts altes, denses i contínues dels boscos perennes o semi-perennes de les regions tropicals i subtropicals de la seva àrea de distribució, encara que també se'ls pot trobar als boscos de bambú. Prefereix hàbitats amb arbres alts de gran diàmetre, amb una profunditat de corona de grans dimensions (definit com la longitud al llarg de l'eix principal des de la punta de l'arbre fins a la base de la capçada). Aquestes zones s'associen generalment amb major abundància d'aliments i un risc de depredació menor. Donada la seva preferència pels boscos densos, actua com un bon indicatiu de la salud de l'ecosistema.
L'espècie actua com un important dispersor de llavors i polinitzador, així com a presa de diversos carnívors. El loris lent Bengala s'alimenta d'exsudats de plantes, com ara la saba, la goma, la resines i el làtex, en particular els de la família de les lleguminoses. Tot i que l'espècie no té urpes, raspa la planta, trencant la seva superfície. Aquest comportament s'assembla al dels titís i els lèmurs forcats. També obtenen els exsudats arrencant l'escorça. El subministrament d'aliments durant l'hivern està gairebé totalment format per exsudats de plantes. El mirabolà bord (Terminalia belerica), un arbre caducifoli comú al Sud-est asiàtic, és la seva font preferida d'exsudats, encara que se l'ha vist obtenint-los d'una sèrie de moràcies (Artocarpus), magnoliàcies (Manglietia), lleguminoses (Acacia, Bauhinia), lecitidàcies (Careya arborea) i esterculiàcies (Pterospermum). Encara que s'alimenten de grans insectes (com llagostes i grills), cargols i petits ocells i rèptisl, és principalment frugívor. Les lianes del gènere de plantes Bauhinia, també són una font d'aliments comuna.

Sent un animal nocturn, el loris de Bengala té una excel·lent visió nocturna, reforçada pel tapetum lucidum, una capa de teixit de l'ull que reflecteix la llum visible a través de la retina. Dorm durant el dia encongit com una pilota enmig de la vegetació densa o en forats als arbres. Els mascles i les femelles marquen els seus territoris amb orina, viuen en petits grups familiars, i practiquen la neteja social.

### Reproducció
El loris de Bengala, a diferència del loris pigmeu, no s'aparella estacionalment. Les femelles en zel atreuen els mascles amb un xiulet fort, es reprodueixen amb espais temporals d'entre 12 i 16 mesos i tenen un període de gestació d'uns 6 meses. Donat que l'aparellament no depèn de les estacions, les femelles poden quedar prenyades quan les seves cries tenen aproximadament 6 mesos, fent que es puguin arribar a reproduir 2 cops per any. Generalment les femelles només donen a llum una única cria, encara que, sent rar, també poden tenir bessons. En això es diferencia del loris pigmeu, el qual sol tenir bessons. La mare porta la seva cria durant uns 3 mesos, abans que aquesta esdevingui independent, tot i que temporalment la poden deixar a les branques mentre cerquen aliment. La maduresa sexual és assolida aproximadament als 20 mesos. Se sap que la longevitat d'aquesta espècie és de fins a 20 anys.

## Distribució
Aquesta espècie té l'àrea de distribució geogràfica més gran de totes les espècies de loris lent. És nativa del subcontinent indi (el Nord-east de l'Índia i Bangladesh) e Indoxina (Cambodja, Laos, Myanmar, Vietnam, el sud de la Xina i Tailàndia). És l'únic primat nocturn que viu als estats del nord-est de l'Índia: Assam, Arunachal Pradesh, Mizoram, Nagaland, Meghalaya, Manipur i Tripura. Se'l troba en zones de Yunnan i el sud-oest de Guangxi, a la Xina i ha estat documentat a Chittagong Hill Tracts, a Bangladesh. Viu a 24 àrees protegides del Vietnam i es troba gairebé arreu de Tailàndia. A Myanmar ha estat vist a Bhamo, Sumprabum, Kindat, Chin Hills, Pathein, Thaungdaung i Pegu. A Laos viuen poblacions a zones del nord, el centre i el sud del país.
El loris de Bengal comparteix territori amb el loris pigmeu al sud-est de la Xina, al Vietnam i a Laos i amb el loris lent a istme de Kra, a Tailàndia. El 2001, Groves informà de l'existència d'hídrids de les dues espècies en aquesta regió de Tailàndia.

## Estat de conservació
Llistat com a espècie amb "dades insuficients" fins al 2006 a la Llista Vermella de la UICN, el loris de Bengala fou avaluat el 2008 i catalogat de "vulnerable", una decisió fonamentada exclusivament en la pèrdua d'hàbitat, a causa de la manca de dades suficients. Dins la seva àrea de distribució, es troba a nombroses àrees protegides, encara que la caça furtiva i la tala il·legal són a l'ordre del dia, mentre que les mesures de conservació no són específiques per l'espècie. Es pot trobar-se en almenys 43 àrees protegides al nord-est de l'Índia, a 14 àrees de conservació a Laos i a 24 àrees protegides al Vietnam. Es pot trobar al Parc Nacional de Lawachara, a Bangladesh i a la Xina, el 80% del seu territori està protegit. L'espècie està classificada en el Capitol I de la Wildlife Protection Act of 1972 de l'Índia, i el juny de 2007, fou traslladada, juntament amb les altres espècies de loris lent, a l'Apèndix I del CITES, el qual prohibeix el seu comerç international.
Les més severes de les amenaces a les que s'enfronta l'espècie són el tràfic d'animals (capturats com a mascotes exòtiques i pel seu ús a la medicina tradicional) i la desforestació. L'artigatge i la construcció de carreteres, també ha donat lloc a la destrucció del seu hàbitat i són factors que han contribuït al seu declivi. S'ha trobat que la caça s'incrementa en zones properes a poblacions humanes. L'augment de mesures de protecció, aplicant les lleis actuals de protecció de la fauna i millorant la connectivitat entre les àrees protegides, són factors que es consideren fonamentals per garantir la supervivència d'aquesta espècie.
L'espècie es ven com a mascota i als parcs zoològics arreu del sud-est asiàtic. A Cambodja, s'informà l'any 2006 que era un dels mamífers que es trobaven més comunament a les botigues i paradetes, trobant-se a centenars i venent-se per entre 0,85 i 6,25 dòlars americans. Al mateix any, es venia entre 2,50 i 6,30 dòlars americans als basars de la Xina (al comtat de Mengla, a la província de Yunnan) i per 70 dòlars americans a Tailàndia. El loris de Bengala s'utilitza en la medicina tradicional en tots aquests països on viu. Al Vietnam es ven per 15 dòlars i també es menja. L'animal s'utilitza sobretot per preparar tractaments per a dones després del part, problemes d'estómac, la curació de ferides i ossos trencats i en el tractament de malalties de transmissió sexual. Els principals usuaris són les riques o de classe mitjana de les zones urbanes.

### Tendències d'hàbitat i població
Arreu de la seva àrea de distribució, els loris lents es troben en serios declivi. El seu hàbitat es troba seriosament degradat i les poblacions humanes en creixement hi afegiran pressió. A països com Bangladesh, el 2000 només quedava el 9% de la cobertura forestal original. Al nord-est de Cambodja, els boscos estan sent talats a un ritme creixent, amb una pèrdua del 6% dels boscos naturals només entre 1999 i 2000. En aquests mateixos anys, Myanmar i Tailàndia perderen el 14% i 26% del seu bosc natural, respectivament. A Vietnam, només queda el 30% de la coberta forestal original a causa de la desforestació causada per la Guerra del Vietnam i només el 10% d'aquests són boscos de dosser dens. La destrucció de l'hàbitat continua sent generalitzada i totes les poblacions de loris lents dins les seves fronteres s'han esgotat de manera significativa. Les poblacions han estat declarades localment extintes al sud de província de Quang Nam i les parts de la serra i el mateix s'espera a les reserves naturals de Song Thanh i Kon Cha Rang.
A l'Índia, els boscos de dosser dens s'han reduït fins a un 55% en algunes àrees i s'estan esvaint ràpidament. Ja el 1987, s'havia informat que a la regió Indoxina s'havia perdut el 75% de l'hàbitat natural dels loris lents. El 1992, s'estimà que la seva població estava formada per entre 16.000 i 17.000 individus, basant-se en l'hàbitat disponible, encara que publicacions recents informen que queden pocs individus a causa de la reducció del seu territori. El loris de Bengala lent pot ser restringit a unes poques poblacions aïllades i es troba en greu perill de convertir-se en localment extint a parts d'Assam i Meghalaya. A Arunachal Pradesh, la seva població està disminuint i sota amenaça.
Segons un estudi publicat el 2006, a Assam, l'Índia, la densitat de població estimada era d'entre 0,03 i 0,33 individus per km². Un estudi del 2007 fet a Thrisna Wildlife Sanctuary i Sipahijola Wildlife Sanctuary, a Tripura, l'Índia, donà una taxa de trobades de 0,22 individus/km, amb set de les nou observacions tenin lloc dins d'1,71 km² i la major part a una alçada d'entre 8 i 15 metres i prop de l'interior dels boscos humits de fulla caduca. El 2008, al Gibbon Wildlife Sanctuary, a Assam, l'abundància de l'espècie es mesurà en 0,18 individus/km.
Des de la dècada de 1990, els boscos de la Xina han disminuït significativament. A les províncies de Yunnan i Guangxi, els boscos primaris són escassos i es troben aïllats i els boscos secundaris s'han degradat severament. Yunnan ha perdut el 42% dels seus boscos i queden 2.000 o menys loris lents. A Guangxi, els loris de Bengala està gairebé extint. Ha estat extirpat al comtat de Ningming i només queden un pocs individus als comtats de Jingxi, Longzhou i Pingxiang.